# 纺纱架

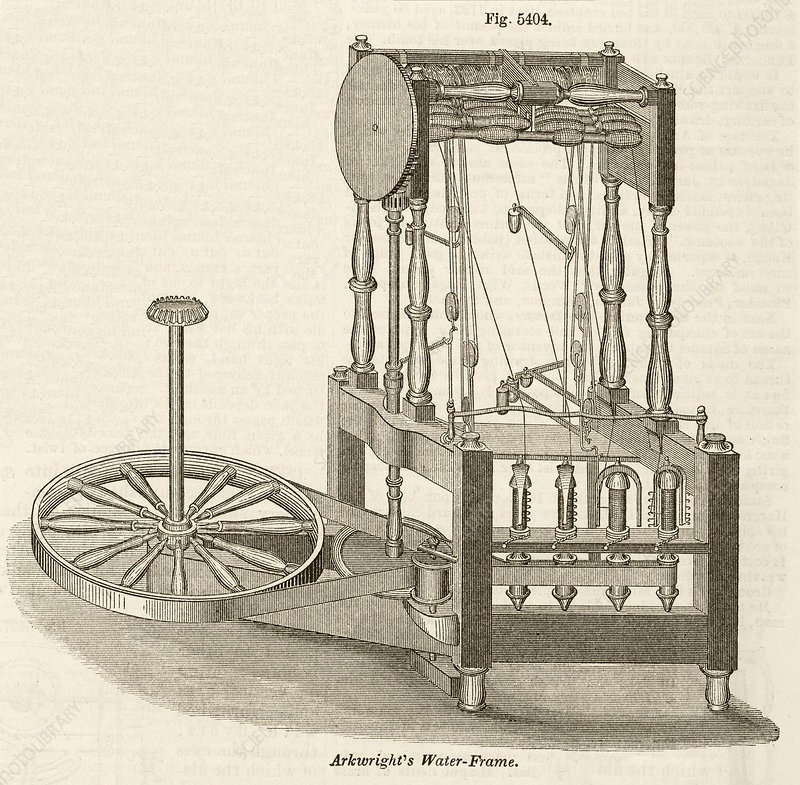

纺纱架是工业革命时期的一项发明，人們通過紡紗架可以以机械化方式从羊毛或棉花等纤维中纺出线或纱。它是於18世纪由英国的理查·阿克莱特和约翰·凯等人改良而來。